# Kenneth Burke
Kenneth Duva Burke (* 5. Mai 1897 in Pittsburgh, Pennsylvania; † 19. November 1993 in Andover) war ein amerikanischer Schriftsteller, Literatur- und Kommunikationstheoretiker.

## Leben
Burke begann sein akademisches Leben mit einem Studium an der Ohio State University. In die Studentenjahre fielen bereits erste Lyrik und Kurzgeschichten, die er in der von seinem Schulfreund James Light herausgegebenen Zeitschrift Sansculotte veröffentlichen konnte. 1918 brach Burke sein Studium ab, um sich in die New Yorker Künstlerboheme im Greenwich Village zu integrieren, wo er unter vielen anderen auch William Carlos Williams kennenlernte. 1920 bis 1925 veröffentlichte er weitere Kurzgeschichten, Rezensionen und Übersetzungen, vor allem in The Dial bis zur Einstellung der Zeitung 1929. Von 1922 bis 1936 arbeitete er als Musikkritiker für die Zeitschrift The Nation. Ab 1937 erhielt er mehrere Lehraufträge an verschiedenen amerikanischen Universitäten, darunter die New School for Social Research und die University of Chicago. 1943 erhielt er eine unbefristete Stelle am Bennington College, die er bis 1961 hielt. 1949 erhielt er einen Lehrauftrag in Princeton, schließlich 1967 in Harvard. 1951 wurde er in die American Academy of Arts and Letters und 1963 in die American Academy of Arts and Sciences gewählt. Kenneth Burke starb am 19. November 1993 auf seiner Farm in Andover an Herzversagen.

## Theorie
Das gesamte theoretische Schaffen Burkes dreht sich um den Begriff sozialer Interaktion. Literatur versteht Burke als symbolische Handlung, in der ein Individuum gewisse menschliche Universalien sozial realisieren kann. Symbol bedeutet hier, abweichend von der üblichen Definition, eine formale Repräsentation von Handlung, wie etwa Wunschträume, Utopien und dergleichen. Zentral ist dabei der Begriff der Rhetorik, die verstanden wird als eine Sonderform symbolischer Interaktion, indem ein Individuum versucht, ein Kollektiv zu gemeinsamem Handeln zu animieren, indem es eine Identität von rhetorischem Sprecher und beeinflusstem Publikum vorgaukelt. Stark beeinflusst von Freud, Mead, Marx, Nietzsche und Veblen, sucht Burke nach dem ursprünglichen „Drama“, in dem sich solche rhetorischen Strukturen äußern können, beispielsweise als Konflikte, als Kooperation, als Identifikation.
Burke trennt hier nicht zwischen Literatur und Wirklichkeit: seiner Ansicht nach ist unser soziales Leben selbst dramatisch strukturiert und kann daher als literarisches Werk verstanden werden; ebenso wie literarische Werke soziale Strukturen sind. Mit den fünf Begriffen des Akts (Act), der Szene (Scene), der Agenzien (Agency), des Agenten (Agent) und der Absicht (Purpose) versucht Burke ein Vokabular bereitzustellen, mit dem sich jede symbolische Handlung grundsätzlich „dramatisch“ verstehen lässt. Das Verständnis sozialer Dramaturgie kann uns helfen, Konflikte zu entschärfen, wie sie sich beispielsweise im Kapitalismus darstellen, der nach Burke davon geprägt ist, dass nicht Menschen Symbole handhaben, sondern selbst von Symbolen gehandhabt werden. Zu den am häufigsten von Burke behandelten Texten zählen Gedichte Coleridges.

## Literarische Arbeiten
Burke wurde auch als Romancier aktiv: The White Oxen (1924) ist eine Sammlung von Kurzgeschichten.
Der experimentelle Roman Towards a Better Life hat die Form von Gebeten oder Deklamationen eines von der Gesellschaft isolierten Mannes, der zunehmend psychischer Degeneration anheimfällt.
Er übersetzte zudem Erzählungen von Thomas Mann ins Englische, u. a. Death in Venice (Tod in Venedig).

## Schüler
- Susan Sontag[2]
- Armin Paul Frank (Emeritus der Universität Göttingen)

## Werke
- Counter-Statement. London 1968. – Versuch, literarische Strukturen als überzeitliche Universalien zu verstehen, die von Autoren je individuell geäußert werden. Wichtigste Methode ist hier die Analyse von Topoi, rhetorischen Gemeinplätzen.
- Permanence and Change (1935) – Beschäftigt sich mit der historischen Relativität von Ethik.
- Attitudes Toward History (1937) – Wie schlagen sich historische Ereignisse als psychische Ereignisse in Individuen nieder?
- Philosophy of Literary Form New York 1941. – Burkes theoretisches Hauptwerk entdeckt alle verbalen Handlungen als symbolische Formen, die in „Rituale“ genannten Strategien des Autors ihre Realisierung finden. Ein Symbol ist dabei die Transformierung eines eigenen psychischen Konflikts in eine der drei symbolischen Hauptformen von „Entwurf“, „Gebet“ und „Traum“. Burke erinnert dabei immer wieder an Freuds Theorie des „gemeinsamen Tagtraums“.
- Die Rhetorik in Hitlers „Mein Kampf“ (1941, dt. 1971). Mit Annäherung an die Methode der Diskursanalyse zeigt Burke an Hitlers Beispiel auf, dass in einem konkreten Text immanente und externe Einflüsse nicht zu trennen sind. Hitlers Hetzschrift ist zugleich ein – wenn auch verzerrtes – Abbild eines sozialen Kontextes und fordert über rhetorische Strategien Handlungen zur Bewältigung dieses Kontextes.
- Die Trilogie A Grammar of Motives (1945), A Rhetoric of Motives (1950) und Language as Symbolic Action (1966) baut Thesen aus der Philosophy weiter aus. Zentral ist die Erkenntnis, dass sich menschliches Sozialverhalten ebenso wie Literatur rhetorisch interpretieren lässt. Burke versucht hierbei eine Fusion von Psychoanalyse und Marxismus.

Weitere Werke
- The Complete White Oxen. Collected Short Fiction. Berkeley 1968.
- Counter-Statement. London 1968.
- The Philosophy of Literary Form. New York 1941.
- A Grammar of Motives. Berkeley 1969.
- A Rhetoric of Motives. Berkeley 1969.
- Language as Symbolic Action. Berkeley 1966.
- On Human Nature: A Gathering While Everything Flows, 1967–1984. University of California Press, Berkeley 2003.

Übersetzungen
- Die Rhetorik in Hitlers „Mein Kampf“. Frankfurt am Main 1967.
- Dichtung als symbolische Handlung. Eine Theorie der Literatur. Frankfurt am Main 1966.